# Museo Casa Natal Picasso
El Museo Casa Natal Picasso anteriormente conocida como la Fundación Picasso Museo Casa Natal es una institución cultural con sede en la ciudad española de Málaga que tiene como objetivo la promoción y difusión de la obra del pintor Pablo Picasso. Creada por el Ayuntamiento de Málaga en 1988, está ubicada en el inmueble de la Casa Natal de Picasso, en las denominadas Casas de Campos de la Plaza de la Merced. El edificio que le hace de sede data de 1872, como el resto de la manzana norte de la plaza, construida por iniciativa del empresario Antonio Campos Garín actuando como arquitecto Gerónimo Cuervo. En la segunda planta de este edificio nació el artista Pablo Ruiz Picasso el 25 de octubre de 1881.
La Fundación tiene los siguientes ámbitos de actuación: el Museo Casa Natal, que atesora recuerdos infantiles y familiares del pintor así como obra picassiana y de José Ruiz Blasco, su padre, pintor y profesor de la Escuela de Bellas Artes de Málaga; unas destacadas colecciones de arte especializadas en la obra gráfica, dibujo y cerámica de Pablo Picasso; un departamento de Promoción Cultural, dedicado a organizar actividades culturales, conferencias y actividades didácticas; un centro de documentación, que cuenta con una biblioteca especializada en la vida y obra del artista, y un departamento de publicaciones encargado de la labor editorial de la institución.

## Fondos
La Fundación Pablo Ruiz Picasso posee una colección de obras de arte compuesta por más de siete mil piezas de arte de más de 200 artistas diferentes.
La primera incorporación importante fue la carpeta de grabados Sueño y mentira de Franco, donada por su nieta Marina Picasso en 1989, a la que siguió en 1992 la de diez libros ilustrados por el artista a cargo de Christine Ruiz Picasso.
Entre las piezas de arte de la Fundación destaca el cuaderno de dibujos preparatorios de Picasso para su obra Las señoritas de Avignon realizados en 1907, única presencia de este tipo de bocetos en colecciones españolas. Estos 84 dibujos se complementan con un repertorio de obra gráfica de Picasso, que abarca periodos estéticos comprendidos entre 1905 y 1971, con diversas técnicas como aguafuerte, linograbado o punta seca. La Colección de litografías está compuesta por 238 obras realizadas entre 1930 y 1960, el segundo más importante en el mundo. El núcleo principal fue la colección Jan Lohn, adquirida en 2004, y que aportó 223 obras que fueron reunidas por este coleccionista alemán.
Asimismo, hay un importante conjunto de más de 55 libros ilustrados por Picasso y otros artistas como Joan Miró, Marc Chagall o Max Ernst, que suponen en el caso del pintor malagueño más de 500 grabados, con técnicas e iconografías muy variadas. La Fundación cuenta, además, con una selección de 35 piezas de cerámica creadas entre 1947 y 1969, representativas de la producción picassiana.
Completan los fondos una selección de fotografías originales de Juan Gyenes que muestran los últimas décadas de la vida del pintor malagueño; el legado de esculturas de Frank Rebajes; una colección de pintura y escultura de autores contemporáneos que comprende obras de artistas desde los años cincuenta del pasado siglo hasta autores y obras de nuestros días.

## Catalogación
La Casa Natal de Pablo Ruiz Picasso es Bien de Interés Cultural, categoría Monumento, según Ley 16/1985 de 25 de junio. Declarado Monumento Histórico Artístico el 25 de marzo de 1983.

## Picasso Exterior
La Fundación Picasso promueve, desde finales de los años 90, un programa de exposiciones exteriores, en colaboración con otras instituciones, para dar a conocer la obra del pintor más allá de la casa que lo vio nacer. Las piezas más destacadas de grabado, cerámica, dibujo e incluso libros ilustrados y alguno de los recuerdos representativos de la infancia del artista, han viajado tanto a diversos puntos de la geografía española como a museos e instituciones culturales de Francia, Italia, Holanda, Argentina, Chile, México, Estados Unidos, Turquía o Corea del Sur. 